# Lego Harry Potter: Años 1-4
Lego Harry Potter: Años 1-4 es un videojuego de la franquicia de videojuegos de Lego, desarrollado por Traveller's Tales y publicado por Warner Bros. Se puso a la venta durante junio de 2010. El juego se basa en la línea de Lego Harry Potter y su historia abarca las primeras cuatro películas de la serie de Harry Potter. El juego está disponible en Wii, Xbox 360, PlayStation 3, Nintendo Switch, Xbox One, PlayStation 4, Nintendo DS, PlayStation Portable, Windows, Mac OS X y los sistemas Android y iOS.

## Argumento
El juego de Lego Harry Potter es similar a la de la mayoría de los anteriores juegos de Lego, con un énfasis en la recolección y el estudio. Lanzar hechizos es una parte integral del juego, con una amplia gama de éstos para desbloquear lo largo del juego. Dado que hay tantos hechizos disponibles en el juego, el jugador puede usar la rueda de hechizos para seleccionar el que desee. Las pociones son otra característica integral, estas pueden ayudar a los niveles de jugador completo o, si se crea correctamente, tienen efectos secundarios tales como aumentar la fuerza, hacerse invisible o hacer explotar objetos.
Los cambios en la mecánica de los juegos anteriores incluyen las misiones de estudiantes en peligro, que son un grupo de problemas para ayudar a un estudiante, y la poción multijugos, que permite a los jugadores transformar temporalmente uno de los personajes en cualquier otro desbloqueado. El Caldero Chorreante funciona como un eje central para la compra de extras desbloqueables y volver a los niveles anteriores, mientras que Hogwarts actúa como un centro en constante evolución masiva con los personajes desbloqueados que se encuentran recorriendo la famosa escuela, y se puede desbloquear salas, revelar secretos, asistir a clases de magia, pociones, etc.
Las áreas más grandes en Hogwarts han llevado a desarrollar Traveller's Tales para mejorar el nivel de diseño en general. También se incluye otro nivel de bonificación que permite a los jugadores personalizar personajes, similar a la anterior secuela Lego Indiana Jones 2: La Aventura Continúa. Si el jugador se pierde en el juego, puede seguir un rastro de los fantasmas de Hogwarts al siguiente nivel. Estos no cuentan para el total de estudios, sino que guían al jugador a la siguiente sección del nivel.
El eje central es el Callejón Diagon y es la entrada a través del Caldero Chorreante. Los jugadores pueden acceder a una sala en el segundo piso del edificio para ver vídeos del juego, así como el uso de un tablón de anuncios con imágenes a los niveles de volver a jugar en el modo historia o juego libre, que permite usar a todos los personajes desbloqueados y recolectar todos los coleccionables.
El Callejón Diagon sirve como una serie de tiendas donde el jugador puede comprar personajes o cambiar un número de unos personalizable, hechizos y ladrillos que tienen una diversa gama de usos, tales como el cambio de tubo del jugador a una zanahoria, o hacer que el jugador sea invencible. Los jugadores también pueden visitar Gringotts o Borgin y Burkes para jugar niveles extra.
El juego abarca una amplia variedad de personajes de las primeras cuatro películas y libros, de los notables como Albus Dumbledore y Severus Snape, a otros como Viktor Krum en forma de tiburón o la vendedora de golosinas del Expreso de Hogwarts.

## Modo Multijugador
El juego emplea la técnica de dos jugadores en pantalla dividida introducido en Lego Indiana Jones 2: La aventura continúa y Lego Batman: The Video Game, pero no hay soporte en línea para todas las consolas.
La trama del juego es diferente de la de los libros y las películas varias veces con el fin de tener al menos dos personajes en cada nivel. Por ejemplo, Hermione se une a Harry durante la primera tarea del Torneo de los Tres Magos, que se diferencia tanto el libro como la película, donde Harry lucha contra el dragón solo.

## Cambios en las versiones de Nintendo DS, PSP, Android y iOS
En las versiones de Nintendo DS, PSP, Android e iOS, se realizaron varios cambios con respecto a las versiones de los otros formatos. Solo hay un centro, la Sala de los Menesteres y los centros explorables de Hogwarts, el Callejón Diagon y el Caldero Chorreante de las otras versiones se eliminaron y se simplificaron tanto las enfrentamientos contra jefes como el lanzamiento de hechizos. Además, a diferencia de todos los anteriores videojuegos de Lego hechos por Traveller's Tales, las versiones de Nintendo DS, PSP, Android e iOS tienen oraciones escritas. En otros videojuegos de Lego anteriores a 2012, las figuras de Lego solo se gruñían entre sí. La versión de DS utiliza la pantalla táctil para lanzar hechizos y es un puerto reducido de la versión de PSP. La versión de Android del juego no es compatible con Android 10 y posteriores debido a cambios en el sistema operativo Android.

## Demostración
Una demo del juego se puso a disposición para descargar desde PlayStation Network, Xbox Live y PC en junio de 2010 y puede ser descargada aquí: .

## Tráileres
Un tráiler fue lanzado el día del anuncio oficial del juego, seguido de cuatro viñetas lanzadas individualmente, a partir de diciembre de 2009. Cada viñeta se centró en uno de los primeros cuatro años que aparecen en el juego. Un nuevo tráiler fue lanzado para que coincidiera con el lanzamiento del juego. Los seis tráileres están disponibles en la página oficial.

## Crítica
El juego recibió críticas generalmente positivas. Revista Oficial de Nintendo dio a la Wii y la versión DS del 80%. Diciendo que era "uno de los mejores juegos de Harry Potter", pero que carecía de originalidad en comparación con los anteriores juegos de Lego. GameSpot dio las versiones de consola de 8 / 10, complementando la gran cantidad de secretos y el encanto. IGN elogió el juego le da un 8.5, complementando las nuevas adiciones al juego, mientras que la versión PSP del juego recibió un 7.0. [35] IGN editor de Nicole Tanner se otorgó "Better Mindless Fun".

## Secuela
Una secuela, que cubre las historias de los tres últimos libros de la serie, Lego Harry Potter: Años 5-7, se estrenó en el año 2011.